# Castanet-le-Haut
Castanet-le-Haut ist eine südfranzösische Gemeinde mit 224 Einwohnern (Stand: 1. Januar 2022) im  Département Hérault in der Region Okzitanien. Sie gehört zum Arrondissement Béziers und ist Mitglied im Gemeindeverband Communauté de communes du Haut-Languedoc. Die Bewohner werden Castanetais und Castanetaises genannt.

## Geografie

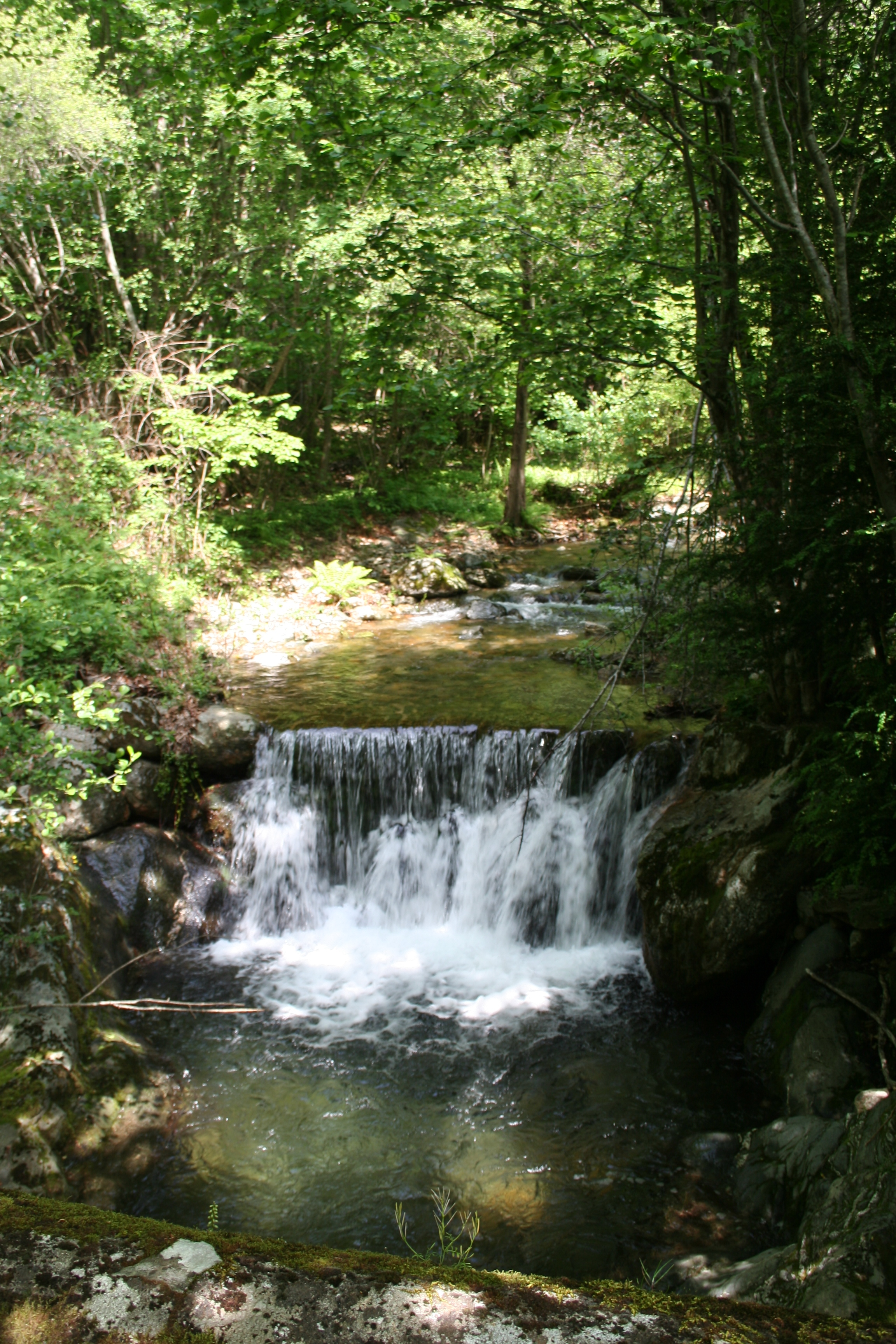
Die Mare

Castanet-le-Haut liegt am Rand des Départements Hérault im Regionalen Naturpark Haut-Languedoc im Gebirgsmassiv der Monts de l’Espinouse direkt an den Départements Tarn und Aveyron, 73 Kilometer östlich von Montpellier und 41 Kilometer nordwestlich von Béziers, dem Sitz der Unterpräfektur des gleichnamigen Arrondissements. Nachbargemeinden von Castanet-le-Haut sind Arnac-sur-Dourdou im Norden, Saint-Geniès-de-Varensal im Osten, Rosis im Südosten und Cambon-et-Salvergues im Südwesten. Das zu 50 Prozent bewaldete Gemeindegebiet umfasst 2755 Hektar, die mittlere Höhe beträgt 757 Meter über dem Meeresspiegel, die Mairie steht auf einer Höhe von 452 Metern. Die Mare entspringt auf dem Gemeindegebiet. Der Weiler Fagairolles gehört zur Gemeinde. Das Gemeindegebiet gehört zum Regionalen Naturpark Haut-Languedoc.
Castanet-le-Haut ist einer Klimazone des Typs Cfb (nach Köppen und Geiger) zugeordnet: Warmgemäßigtes Regenklima (C), vollfeucht (f), wärmster Monat unter 22 °C, mindestens vier Monate über 10 °C (b). Es herrscht Seeklima mit gemäßigtem Sommer.
| Jahr      | 1962 | 1968 | 1975 | 1982 | 1990 | 1999 | 2006 | 2017 |
| --------- | ---- | ---- | ---- | ---- | ---- | ---- | ---- | ---- |
| Einwohner | 264  | 222  | 188  | 164  | 148  | 167  | 186  | 206  |

## Kultur und Sehenswürdigkeiten

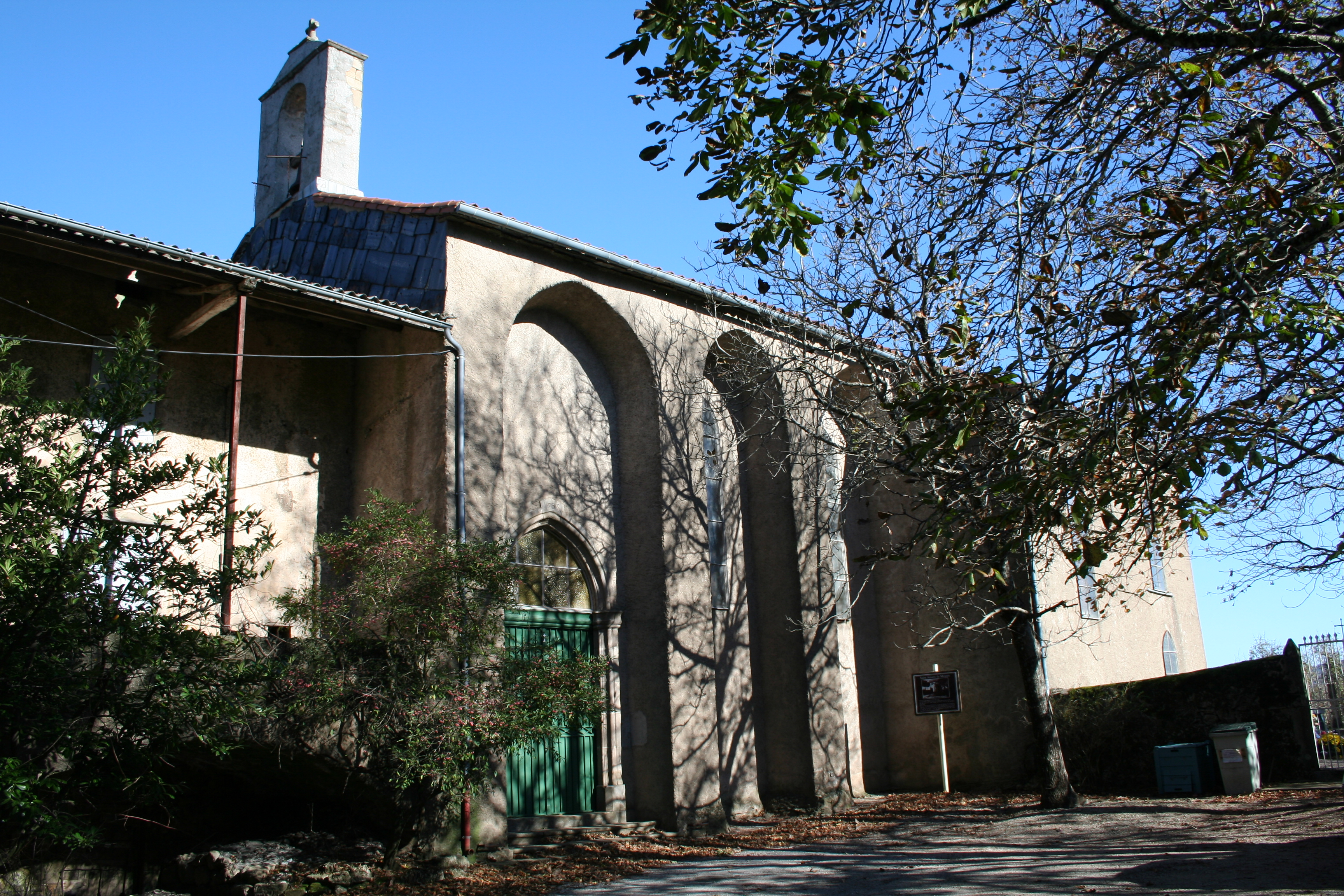
Die Kirche Saint-Amans de Mounis

Die Gemeinde gehört zur römisch-katholischen Pfarrei Notre Dame des Lumières des Bistums Montpellier. Es finden Gottesdienste in den Kirchen Saint-Amans de Mounis und Saint-Eutrope statt.

## Wirtschaft und Infrastruktur

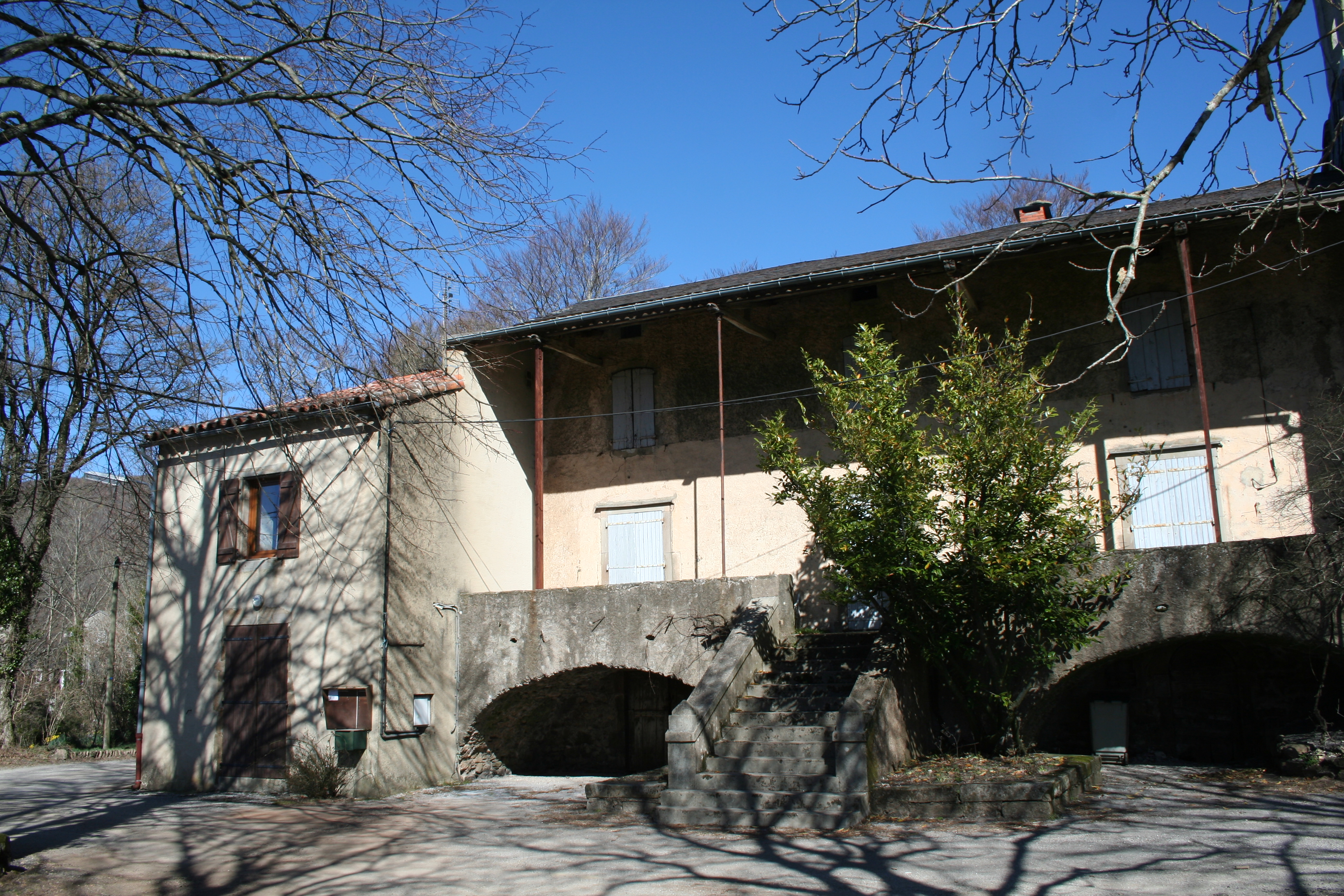
Pfarrhaus von Saint-Amans de Mounis und ehemalige Schule

Im Jahr 2009 waren 36 Prozent der Erwerbstätigen in der Gemeinde beschäftigt, die anderen waren Pendler. 11,9 Prozent der Arbeitnehmer waren arbeitslos. Ein wichtiger Erwerbszweig ist der Tourismus, es gibt einen Landgasthof, Fremdenzimmer, Gîtes und ein Tabakgeschäft und eine Tankstelle. Außerdem verfügt die Gemeinde über einen Tennisplatz, ein Basketballfeld und eine Pétanquebahn.
Auf dem Gemeindegebiet gelten kontrollierte Herkunftsbezeichnungen (AOC) für Pélardon und Roquefort sowie geschützte geographische Angaben (IGP) für Geflügel (Volailles du Languedoc) und Weine der Bezeichnung Pays d’Oc.
Der nächste Bahnhof steht in der etwa 16 Kilometer entfernten Ortschaft Bédarieux. Der nächste Flughafen ist der 17 Kilometer entfernte Flughafen Castres-Mazamet.